# Danuta Straszyńska
Danuta Straszyńska (née le 4 février 1942 à Ostrowiec Świętokrzyski) est une athlète polonaise, spécialiste du 100 mètres haies.
Titrée sur 100 mètres haies lors des Universiade d'été de 1965, elle remporte la médaille d'or du relais 4 × 100 mètres aux championnats d'Europe 1966, en compagnie de Elżbieta Żebrowska, Irena Kirszenstein et Ewa Kłobukowska.
Elle se classe sixième du 80 mètres haies lors des Jeux olympiques de 1968, et sixième du 100 m haies lors des Jeux olympiques de 1972.
Elle termine au pied du podium du 100 m haies lors des championnats d'Europe d'athlétisme 1971.